# Franziska Emmerling

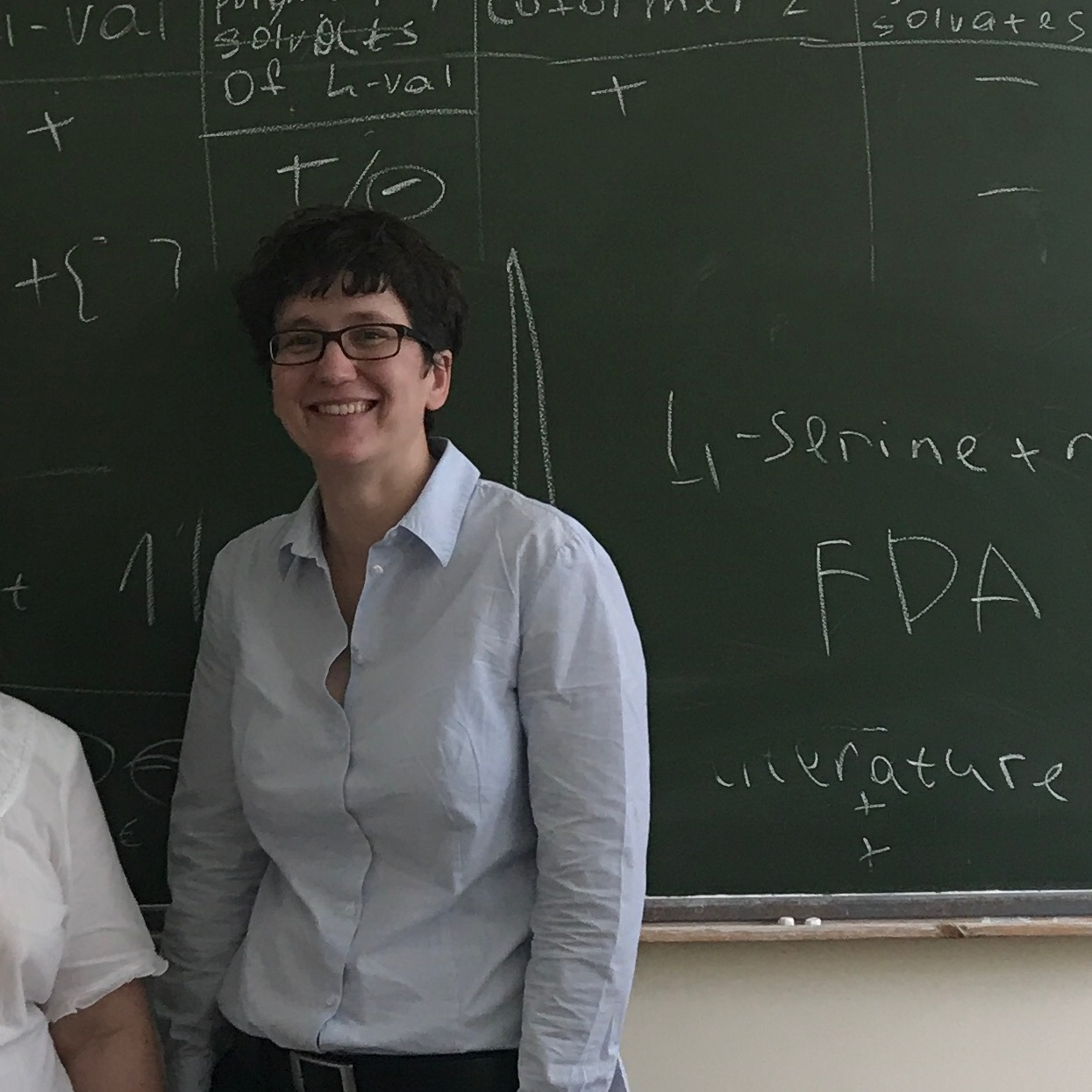
Franziska Emmerling bei einem Treffen mit Jelena Wladimirowna Boldyrewa

Franziska Emmerling (* 1975 in Bad Dürkheim) ist eine deutsche Chemikerin. Sie ist Leiterin der Abteilung Materialchemie und des Fachbereichs Strukturanalytik an der Bundesanstalt für Materialforschung und -prüfung. Sie ist Autorin von mehr als 200 Fachartikeln. Von 2010 bis 2013 war sie Gastprofessorin an der Humboldt-Universität zu Berlin.

## Werdegang
Von 1994 bis 2000 studierte Emmerling Chemie an der Albert-Ludwigs-Universität Freiburg. 2003 schloss sie dort auch ihre Promotion ab. Ihre Dissertation wurde mit dem Arthur-Lüttringhaus-Preis ausgezeichnet. Nach einem Postdoc bei Claudia Felser an der Johannes Gutenberg-Universität Mainz wurde wechselte sie an die Bundesanstalt für Materialforschung und -prüfung. Sie ist dort aktuell Leiterin der Abteilung Materialchemie und des Fachbereichs Strukturanalytik. Zwischen 2010 und 2013 war sie Gastprofessorin für anorganische Chemie an der Humboldt-Universität zu Berlin.

## Forschung
Ihre Forschung befasst sich mit in-situ-Untersuchungen von Kristallistationsprozessen, Nanopartikelbildung und Mechanochemie.

## Veröffentlichungen (Auswahl)
Drei ihrer meistzitierten Veröffentlichungen sind:
- Jörg Polte, T. Torsten Ahner, Friedmar Delissen, Sergey Sokolov, Franziska Emmerling, Andreas F. Thünemann, and Ralph Kraehnert: Mechanism of Gold Nanoparticle Formation in the Classical Citrate Synthesis Method Derived from Coupled In Situ XANES and SAXS Evaluation. In: Journal of the American Chemical Society. Band 132, Nr. 4, 3. Februar 2010, ISSN 0002-7863, S. 1296–1301, doi:10.1021/ja906506j.
- Jörg Polte, Robert Erler, Andreas F. Thünemann, Sergey Sokolov, T. Torsten Ahner, Klaus Rademann, Franziska Emmerling, and Ralph Kraehnert: Nucleation and Growth of Gold Nanoparticles Studied via in situ Small Angle X-ray Scattering at Millisecond Time Resolution. In: ACS Nano. Band 4, Nr. 2, 23. Februar 2010, ISSN 1936-0851, S. 1076–1082, doi:10.1021/nn901499c.
- Maria Klimakow, Peter Klobes, Andreas F. Thünemann, Klaus Rademann, Franziska Emmerling: Mechanochemical Synthesis of Metal−Organic Frameworks: A Fast and Facile Approach toward Quantitative Yields and High Specific Surface Areas. In: Chemistry of Materials. Band 22, Nr. 18, 28. September 2010, ISSN 0897-4756, S. 5216–5221, doi:10.1021/cm1012119.